# Jeff Pfaendtner
Jeff Pfaendtner, né le 28 février 1967 à Detroit, est un rameur d'aviron américain. 

## Carrière
Jeff Pfaendtner est médaillé d'argent en huit poids légers aux Championnats du monde d'aviron 1988 à Milan.
Il participe aux Jeux olympiques de 1996 à Atlanta et remporte la médaille de bronze avec le quatre sans barreur poids légers américain composé de Marc Schneider, David Collins et William Carlucci.